# Oratorio di San Giovanni Battista (Pestarena)
L'oratorio di San Giovanni Battista è un edificio religioso situato a Pestarena, frazione del comune di Macugnaga, in provincia del Verbano-Cusio-Ossola e diocesi di Novara; fa parte dell'unità pastorale di Villadossola.

## Storia
La prima documentazione relativa ad una costruzione ecclesiastica dedicata a San Giovanni Battista a Pestarena è datata 28 maggio 1582 ed è relativa agli Atti di Visita pastorale. Negli atti successivi le informazioni relative all'edificio sono che "era orientato con il presbiterio verso nord ed era lungo 27 piedi e largo 15". L'oratorio era costituito da una navata rettangolare con un soffitto con travature in legno e coperto di piode. Sulla cuspide della facciata c'era un piccolo campanile a vela con una campanella, successivamente il campaniletto verrà spostato a lato della costruzione ecclesiastica.
Nel 1649 le grandi nevicate danneggiano l'oratorio e ciò porta alla restaurazione e all'ingrandimento dell'edificio. Altri lavori di ampliamento saranno eseguiti nel 1684-1685 e si avrà la forma attuale dell'oratorio.
All'inizio del secolo XVIII il pittore Bartolomeo Jacchini affrescò tre medaglioni nella volta. Invece lo scultore Pietro Antonio Lanti scolpì l'ancona dell'altare, essa era in legno dipinto in rosso e azzurro e faceva da cornice ad un quadro rappresentante la Madonna delle Grazie in mezzo a San Giovanni Battista e San Giovanni l'Evangelista.
Dal 1744 gli abitanti di Pestarena pensarono di istituire una Cappellania all'interno dell'oratorio, in modo da avere un sacerdote fisso in frazione ricca di attività industriali e con tanti operai minerari. L'anno successivo si ottiene un decreto istitutivo per la cappellania coadiutorale, dopo aver depositato un certo capitale da parte di benefattori sia di Pestarena che di Stabioli.
L'oratorio viene arricchito con quattro reliquiari in rame e argento e viene costruita una balaustra in marmo.
Nel 1789 viene costruito un cimitero vicino all'edificio religioso e viene benedetto due anni dopo; nel 1821 viene restaurato e fornito di un Ossario.
Dopo la seconda guerra mondiale, per l'incrementarsi degli abitanti della frazione di Pestarena, il vescovo di Novara monsignor Leone Giacomo Ossola dichiarò la cappellania una parrocchia autonoma assegnando ad essa gli abitanti della frazione stessa e di quella di Stabioli. Ciò diventò effettivo con il decreto istituzionale del 1950 che decretò l'oratorio di San Giovanni Battista una chiesa parrocchiale.

## Descrizione
La struttura dell'oratorio è rettangolare, formata da un'unica navata e con una struttura di pietre a vista. A lato sorge un piccolo campanile. La facciata capanna è l'unica superficie intonacata dell'edificio e su di un lato è presente un'antica meridiana. Il portale della chiesa è basso ed è sormontato e affiancato da aperture con il profilo in pietra.
All'interno della struttura ci sono tre affreschi dipinti nei medaglioni della volta; essi rappresentano Nascita di San Giovanni Battista situato nella volta del presbiterio, Battesimo di Gesù Bambino e Decollazione di San Giovanni Battista presenti nel corpo dell'oratorio. Questi affreschi sono del pittore anzaschino Bartolomeo Jacchini. È presente un fonte battesimale in legno con una vasca di rame stagnato.